# Maria Grzelka (sędzia)
Maria Aleksandra Grzelka (ur. 6 sierpnia 1945 w Jabłowie) – sędzia Sądu Najwyższego w stanie spoczynku, w latach 2007–2014 członkini Państwowej Komisji Wyborczej.

## Życiorys
Absolwentka Uniwersytetu Mikołaja Kopernika w Toruniu; po ukończeniu studiów odbyła aplikację i asesurę w Gdańsku, po czym została powołana na stanowisko sędziego Sądu Powiatowego w Starogardzie Gdańskim; następnie pracowała jako radca prawny, potem zaś jako adwokat w tamtejszym zespole adwokackim. Po kilku latach ponownie została sędzią – na początku w Sądzie Rejonowym w Starogardzie, następnie Sądzie Wojewódzkim, a od 1990 r. w Sądzie Apelacyjnym w Gdańsku. W dniu 12 maja 1999 r. została przez prezydenta Aleksandra Kwaśniewskiego powołana na stanowisko sędziego Sądu Najwyższego. Obowiązki pełniła do 30 czerwca 2008 r., kiedy to przeszła w stan spoczynku.
Członkiem Państwowej Komisji Wyborczej została w 2007 r., po przejściu sędziego SN Tadeusza Żyznowskiego w stan spoczynku. Na opróżnione miejsce prezydent Lech Kaczyński powołał ją z dniem 21 października.
1 grudnia 2014 wraz z siedmioma innymi członkami PKW zrzekła się funkcji pełnionej w Komisji.